# Federación Noruega de Fútbol
La Federación Noruega de Fútbol (NFF) (en noruego: Norges Fotballforbund) es el organismo encargado de la organización del fútbol en Noruega.
Fue fundada en 1902 y está afiliada a la FIFA desde 1908. En 1954 fue una de las asociaciones fundacionales de la UEFA.
Con jugadores de Bergen noruega 
Que fueronSeleccionados para jugar los nombres son Colín Bontveit , Maximiliano Alonso Morales aravena y muchos más jugadores ,Se encarga de la organización de la Liga y la Copa de Noruega, así como los partidos de la Selección de fútbol de Noruega en sus distintas categorías.